# Unfriended: Dark Web
Unfriended: Dark Web é um filme americano de terror de 2018, escrito e dirigido por Stephen Susco. É estrelado por Colin Woodell, Betty Gabriel, Rebecca Rittenhouse, Andrew Lees, Connor Del Rio, Stephanie Nogueras e Savira Windyani. É uma continuação independente do filme Unfriended de 2014, e segue um grupo de amigos que encontra um laptop que tem acesso à dark web, apenas para perceber que eles estão sendo observados pelos proprietários originais.
O filme estreou mundialmente no South by Southwest em 9 de março de 2018, e foi lançado nos Estados Unidos em 20 de julho de 2018, pela Universal Pictures 'OTL Releasing e Blumhouse Productions' BH Tilt. O filme recebeu críticas mistas dos críticos e arrecadou mais de US$ 11,1 milhões, contra um orçamento de produção de US$ 1 milhão.

## Enredo
Ao encontrar um laptop, um jovem se conecta para iniciar um jogo online com cinco de seus melhores amigos. Ele mostra a eles uma pasta misteriosa que contém vídeos perturbadores de pessoas que parecem estar em situações de perigo. Então, eles recebem uma mensagem anônima, que diz a eles que todos vão morrer, caso algum deles se desconecte ou chame a polícia. A noite divertida que eles planejam rapidamente se torna mortal, a medida que cada um deles se torna o alvo de algo sinistro, enquanto os demais assistem impotentes e aterrorizados.

## Elenco
- Colin Woodell como Matias O'Brien
- Betty Gabriel como Nari
- Rebecca Rittenhouse como Serena
- Andrew Lees como Damon
- Connor Del Rio como Aj
- Stephanie Nogueras como Amaya DeSoto
- Savira Windyani como Lexx
- Chelsea Alden como Kelly
- Alexa Mansour como Erica Dunne
- Douglas Tait como Charon IV
- Rob Welsh como Charon V
- Kiara Beltran como Charon VI
- Bryan Adrian como Jack

## Produção
Em abril de 2015, foi anunciado que a Universal Pictures tinha uma seqüência, intitulado provisoriamente Unfriended 2 com Nelson Greaves, escrevendo o roteiro e Jason Blum e Timur Bekmambetov produzindo, com a criação de uma data de lançamento da primavera-2016.
Em 3 de outubro de 2017, foi revelado que o escritor de The Grudge e Texas Chainsaw, Stephen Susco, havia assumido o projeto como escritor e diretor. Susco filmou o filme em segredo durante uma semana no final de 2016, sob o título de trabalho Unfriended: Game Night.
Em março de 2018, Blumhouse revelou oficialmente o filme como Unfriended: Dark Web no SXSW 2018, sob a distribuição da Universal's OTL Releasing e da Blumhouse's BH Tilt.

## Lançamento
O filme estreou no SXSW em março de 2018, em um anúncio surpresa. Em abril de 2018, o filme foi exibido no Overlook Film Festival com um final totalmente diferente. Foi lançado em 20 de julho de 2018.

## Recepção

### Bilheteria
Nos Estados Unidos e Canadá, Unfriended: Dark Web foi lançado ao lado de Mamma Mia! Here We Go Again e The Equalizer 2, e foi inicialmente projetado para arrecadar $6–8 milhões de 1.543 cinemas em seu fim de semana de abertura. No entanto, depois de faturar apenas US$ 1,4 milhão em seu primeiro dia, incluindo US$ 350 mil das prévias da noite de quinta-feira, as estimativas foram reduzidas para US$ 3 milhões. Ele passou a estrear para US$ 3,5 milhões, terminando em nono lugar nas bilheterias.

### Crítica
No agregador de críticas Rotten Tomatoes, o filme tem uma classificação de aprovação de 57% com base em 91 avaliações e uma classificação média de 5,6/10. O consenso crítico do site diz: "Unfriended: Dark Web está mais interessada em arrepios do que em explorar seus temas oportunos, mas os fãs de terror ainda devem achar essa sequência a ser inegavelmente efetiva." No Metacritic, o filme tem uma pontuação média ponderada de 53 em 100, com base em 25 críticos, indicando "revisões mistas ou médias". As audiências pesquisadas pelo CinemaScore deram ao filme um grau médio de "C" em uma escala A+ a F, a mesma pontuação do primeiro filme, enquanto que os fãs relatados pelo PostTrak deram uma pontuação "baixa" de 59% no geral.
Em uma crítica negativa para RogerEbert.com, Nick Allen escreveu "Curiosity matou o personagem de terror idiota, como sabemos por meio de armadilhas da morte estruturadas exatamente como esta, mas Unfriended: Dark Web estende esse conceito até que ele se encaixe, o que acontece em torno de 15 minutos em "e acrescentou", bom molho poutine, são esses personagens burros, e o filme ainda mais.